# Amerikanische Maskenspitzmaus
Die Amerikanische Masken-Rotzahnspitzmaus (Sorex cinereus) ist eine Art aus der Gattung der Rotzahnspitzmäuse. Im Gegensatz zur Eurasische Masken-Rotzahnspitzmaus ist sie eine nearktische Art. Die Amerikanische Masken-Rotzahnspitzmaus ist die häufigste Art ihrer Gattung und gehört zu den wenigen Insektenfressern, die zur Fauna der Arktis zählen.

## Verbreitung und Lebensraum

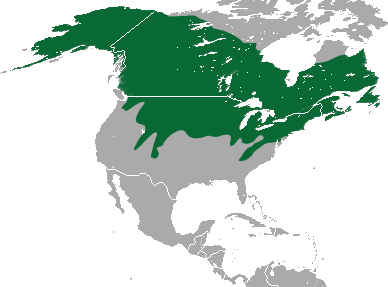
Verbreitungsgebiet der Amerikanischen Masken-Rotzahnspitzmaus

Ihr Vorkommen erstreckt sie über die nördliche USA und fast ganz Kanada und reicht von der Westküste Alaskas, den Aleuten und der Brooks Range bis an südliche Küste der Hudson Bay. Zu ihrem Verbreitungsgebiet zählen Regionen, die teilweise nördlich des Polarkreises liegen. Auf den Inseln Vancouver Island, the Queen Charlotte Islands, sowie im nördlichen Québec kommen die Kleinsäuger jedoch nicht vor.
Als Lebensraum bevorzugt die Masken-Rotzahnspitzmaus offene und geschlossene boreale Wälder, Wiesen, Uferbereiche von Flüssen und Seen sowie das Unterholz von Weiden. Dabei ist sie auf verfügbares Süßwasser und Versteckmöglichkeiten angewiesen und daher häufig in dicht bewachsenen, feuchten Gebieten anzutreffen, wo sie Territorien von durchschnittlich bis zu 0,6 Hektar durchstreifen.

## Beschreibung
Die Körperlänge dieser Spitzmaus beträgt inklusive Schwanz zwischen 75 und 125 Millimeter, wobei der Durchschnittswert 9,9 Zentimeter beträgt. Ihr Gewicht liegt zwischen 2,5 und maximal 5,0 Gramm. Somit ist sie nach der Amerikanischen Zwergspitzmaus (Sorex hoyi) die zweitkleinste Spitzmaus innerhalb ihres Verbreitungsgebietes. Ihr Fell ist auf der Körperoberseite braun bis graubraun und farblich klar gegen das grau-weiße Bauchfell abgegrenzt. Im Winter wird das gesamte Fell etwas dunkler. Der Schwanz endet in einer dunklen Spitze und ist durchschnittlich 4 Zentimeter lang. Wie der Körper ist er ebenfalls auf der Oberseite braun, während die Unterseite heller gefärbt ist. Männliche und weibliche Tiere weisen keine auf den ersten Blick erkennbare Unterschiede auf.

## Lebensweise

### Verhalten
Die Masken-Rotzahnspitzmaus hält weder einen Winterschlaf noch eine Winterruhe. Wie ihre europäischen Artgenossen machen jedoch eine saisonale Schrumpfung durch, um im Winter Energie zu sparen. Hierfür reduzieren sie ihre Körpermasse, wobei auch das Gehirn und der Schädel sich verkleinern (siehe hierzu: Dehnel-Effekt).
Amerikanische Masken-Rotzahnspitzmäuss sind sowohl am Tag als auch in der Nacht aktiv, bei Regen steigt jedoch ihre nächtliche Aktivität, während eine geschlossene Wolkendecke mehr Beutezüge am Tag begünstigt.

### Fortpflanzung

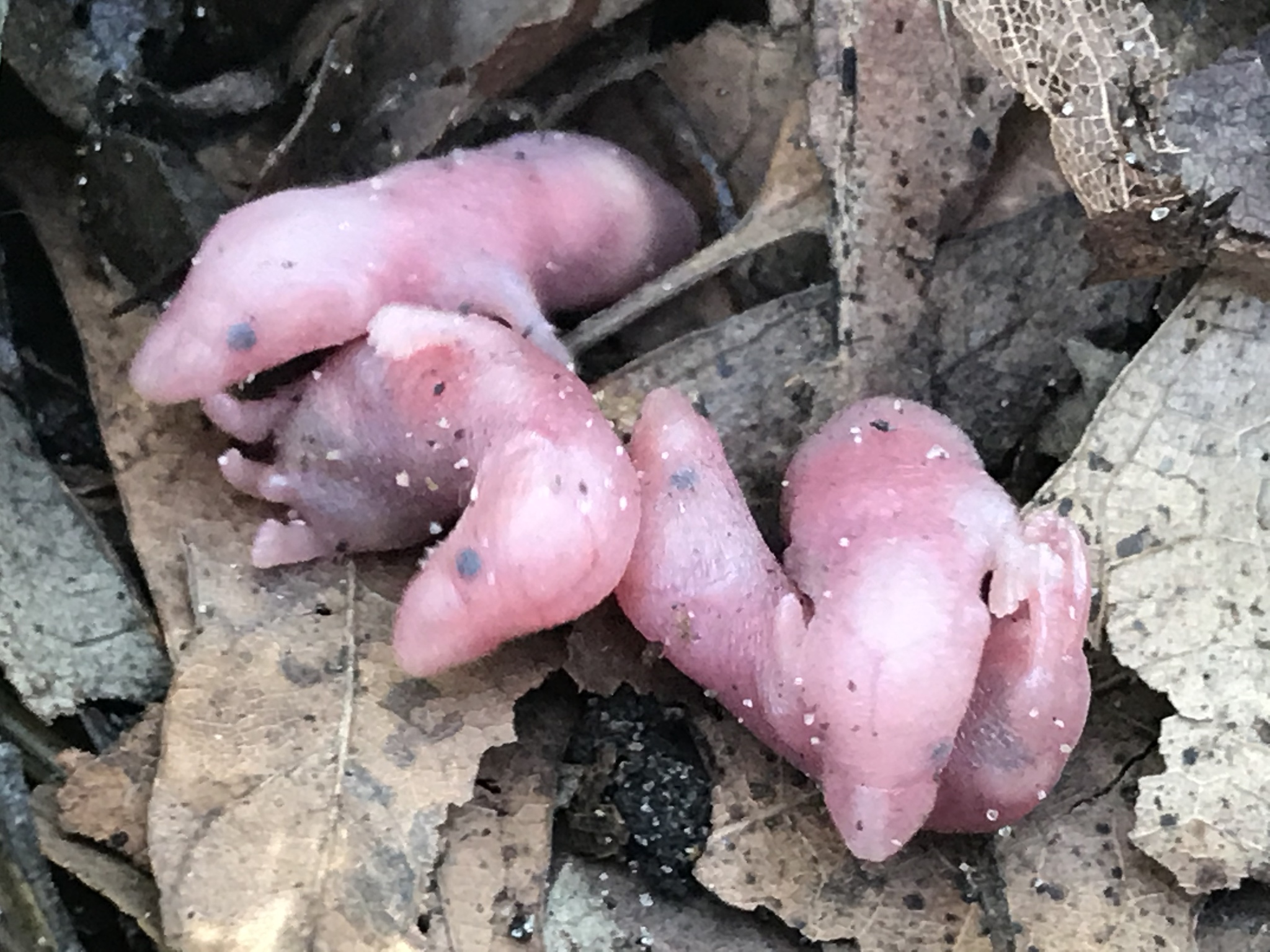
Jedes Neugeborene wiegt nur 0,2 bis 0,3 Gramm

Einmal im Jahr bringen Amerikanische Masken-Rotzahnspitzmäuse, im späten Frühling oder Frühsommer, einen Wurf von meist 6 bis 7 Jungen zur Welt. Die Neugeborenen bleiben etwa 27 Tage im Nest, da sie nackt und unbehaart, mit geschlossenen Augen zur Welt kommen. Sie wiegen bei der Geburt nur 0,2 bis 0,3 Gramm und pflanzen sich erst im darauf folgenden Jahr selbst fort, obwohl sie bereits mit zwei Monaten geschlechtsreif werden.

### Ernährung und Feinde
In der Ernährung ist diese Spitzmausart ein vielseitiger Opprotunist und nimmt, was sich anbietet, insbesondere Insekten, Regenwürmer, kleine Schlangen und Salamander, sowie kleinere Säugetiere und Samen. Aufgrund ihrer höhen Stoffwechselrate können die Tiere an einem Tag das dreifache ihres Körpergewichtes zu sich nehmen. Da sie über keine Fettreserven verfügen, können sie nur wenige Stunden ohne Nahrung überleben.
Zu den Fressfeinden der Kleinsäuger zählen Greifvögel, Füchse, Schlangen, Frösche, Forellen und Marder sowie größere Spitzmäuse.
Es wird davon ausgegangen, dass die Mehrzahl der Amerikanischen Masken-Rotzahnspitzmäuse das Erwachsenenalter nicht erreicht. Die kleinen Tiere haben eine maximale Lebenserwartung von 2 Jahren, streben jedoch in der Regel bereits im Alter von 18 Monaten.